# Alan Watts
Alan Wilson Watts (Chislehurst, Inglaterra, 6 de janeiro de 1915 — Condado de Marin, 16 de novembro de 1973) foi um filósofo, escritor e orador britânico, notável por interpretar e adaptar as filosofias orientais ao mundo ocidental.
Ao longo de sua carreira, escreveu mais de 25 livros e diversos artigos abordando temas religiosos e existenciais. Figura emblemática da contracultura dos anos 1960, apresentou o Budismo Zen de forma acessível ao público ocidental, como demonstrado em sua obra mais famosa, O Caminho do Zen (em inglês: The Way of Zen), publicada em 1957.
Natural da Inglaterra, mudou-se para os Estados Unidos aos 23 anos, onde concluiu um mestrado em teologia e, posteriormente, passou a atrair a atenção de círculos ligados à espiritualidade e ao pensamento filosófico. Em seus últimos anos, refugiou-se nas montanhas da Califórnia, dedicando-se a retiros e em suas reflexões pessoais.

## Biografia

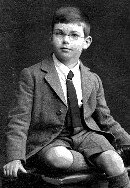
Watts aos 7 anos de idade

Alan Watts nasceu em 6 de janeiro de 1915, em Chislehurst, ao sudoeste de Londres, Inglaterra.
Filho único, foi influenciado desde cedo pela espiritualidade, principalmente pela família materna, que era ligada ao cristianismo. Seu interesse pelas culturas orientais surgiu na infância, especialmente por meio da arte chinesa e japonesa, que o fascinava. Essa paixão pela relação entre o ser humano e a natureza se refletiu ao longo de sua obra.
Durante sua juventude, Watts estudou em escolas religiosas e passou férias na França, onde foi introduzido ao Budismo pelo amigo Francis Croshaw, um epicurista interessado em culturas exóticas. A aproximação com o Budismo levou-o a aprofundar-se especialmente na vertente Zen, tradição à qual se dedicou de forma autodidata. Em paralelo, extendeu seus estudos em filosofia, psicologia e história, além de explorar distintas vertentes espirituais do Oriente e do Ocidente.
Em 1938, aos 23 anos, mudou-se para os Estados Unidos, onde concluiu, em 1945, um mestrado em teologia. Após se formar, foi nomeado como sacerdote para representar a Igreja Episcopal dos Estados Unidos, mas insatisfeito com os limites do cristianismo tradicional e do Zen formal, se afastou do ministério para se aprofundar em outras vertentes da filosofia oriental e em abordagens místicas do cristianismo.
Na década de 1950, começou a lecionar filosofia em São Francisco, onde aprofundou seus estudos sobre as filosofias orientais. Nesse período, apresentou um programa de rádio, no qual compartilhava suas reflexões sobre o Zen Budismo, o Taoismo e outras tradições espirituais do Oriente, atraindo uma audiência crescente de ouvintes interessados em suas abordagens filosóficas. Em 1957, publicou The Way of Zen (O Caminho do Zen), onde apresentou os fundamentos do Zen ao público ocidental, incorporando ideias da cibernética, baseadas nos estudos de Norbert Wiener, e da semântica geral, influenciado por Alfred Korzybski. Durante esse período, se dedicou cada vez mais a estudar os padrões da natureza e sua conexão com estruturas universais, algo que se reflete em muitas de suas obras. Em 1958, viajou pela Europa com o pai e encontrou-se com psicoterapeutas, incluindo Carl Jung, cujas visões moldaram seu pensamento sobre psicologia e espiritualidade. Pouco tempo depois, passou a explorar o uso de substâncias psicodélicas, como LSD e mescalina, com o intuito de ampliar a compreensão de estados de consciência, tema que reapareceria em sua obra nos anos seguintes.
No início dos anos 1960, deixou seu programa de rádio, mas continuou a ministrar palestras e seminários em centros culturais e universidades, incluindo a Universidade Harvard (1962–1964) e a Universidade Estadual de San Jose (1968). Na mesma década, fixou-se em Druid Heights, propriedade adquirida por Elsa Gidlow como um enclave da contracultura na Baía de São Francisco. Elsa, amiga próxima e ativista de origem britânica, apoiava a utilização do local por Watts para promover retiros e encontros voltados à reflexão espiritual.

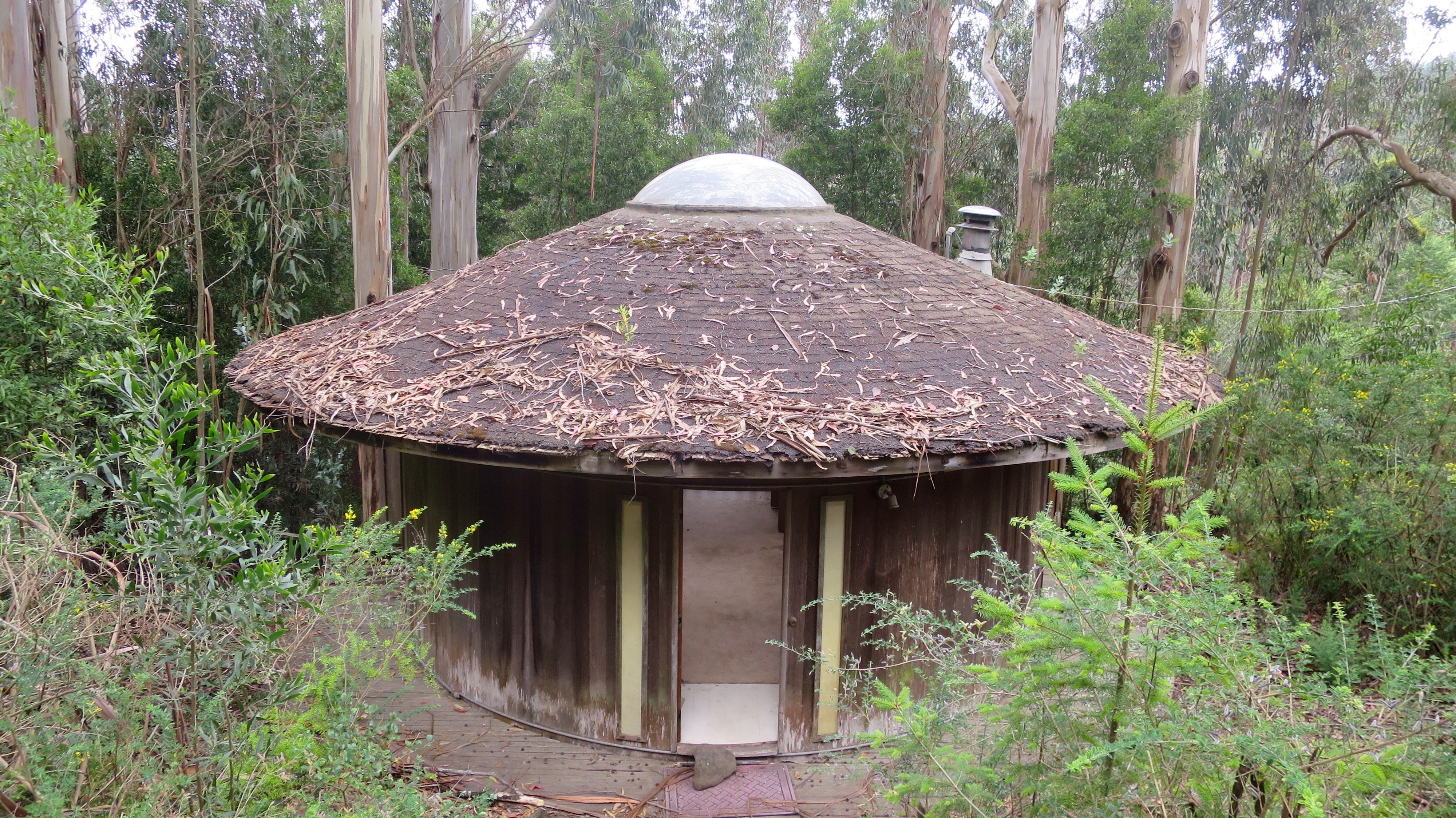
Local da antiga biblioteca usada por Watts em Druid Heights

Nos anos finais de sua vida, Watts dedicou-se a explorar a espiritualidade aplicada ao dia a dia, buscando integrar elementos como a natureza, a arte e a consciência pessoal. Em Tao - O Curso Do Rio (original: Tao: The Watercourse Way), sua obra final, expressou seu alinhamento com o espírito do Zen como uma via de reconciliação entre o sagrado e o ordinário. Apesar de nunca ter mantido vínculos acadêmicos fixos, sua influência como professor de Filosofia Comparada se estendeu até sua morte.
Em outubro de 1973, após retornar de uma turnê de palestras na europa, recolheu-se à sua cabana em Druid Heights. Nessa fase, sua saúde já mostrava sinais de fragilidade, consequência do tabagismo e uso excessivo de álcool. Morreu enquanto dormia, aos 58 anos de idade, em 16 de novembro do mesmo ano, estando em tratamento para uma condição cardíaca. Seu corpo foi cremado, e suas cinzas foram espalhadas entre uma biblioteca e um mosteiro em Druid Heights.

## Vida pessoal
Apesar de sua influência como filósofo e divulgador das tradições orientais, Watts enfrentou dificuldades pessoais ao longo da vida. Além do vício em cigarro e álcool, teve conflitos em suas relações familiares. Em seus últimos anos, também enfrentou episódios de depressão.
Watts foi casado três vezes e teve sete filhos. O primeiro casamento, com Eleanor Everett, aconteceu em 1938 e resultou no nascimento de duas filhas; a união chegou ao fim em 1949. Em 1950, casou-se com Dorothy DeWitt, com quem teve cinco filhos, mas a relação também se dissolveu na década de 1960, quando conheceu Mary Jane Yates King, com quem se casou em 1964. Nesse período, mantinha um relacionamento com Jean Burden, que era poeta.

## Obra
- 1932 – An Outline of Zen Buddhism, The Golden Vista Press (32-page pamphlet)
- 1936 – The Spirit of Zen: A Way of Life, Work and Art in the Far East, E.P. Dutton, ISBN 0-8021-3056-9
- 1937 – The Legacy of Asia and Western Man, University of Chicago Press
- 1940 – The Meaning of Happiness (reprinted, Harper & Row, 1979), ISBN 0-06-080178-6
- 1944 – Theologia Mystica: Being the Treatise of Saint Dionysius, Pseudo-Areopagite, on Mystical Theology, Together with the First and Fifth Epistles, Holy Cross Press[13]
- 1947 – Behold the Spirit: A Study in the Necessity of Mystical Religion, Pantheon Books, ISBN 0-394-71761-9
- 1950 – Easter: Its Story and Meaning, Schuman
- 1950 – The Supreme Identity: An Essay on Oriental Metaphysic and the Christian Religion, Noonday Press/Farrar, Straus & Giroux[14], ISBN 0-394-71835-6
- 1951 – The Wisdom of Insecurity: A Message for an Age of Anxiety, Pantheon Books, ISBN 0-394-70468-1
- 1953 – Myth and Ritual in Christianity, Thames and Hudson, ISBN 0-8070-1375-7
- 1957 – The Way of Zen, Pantheon Books, ISBN 0-375-70510-4
- 1958 – Nature, Man and Woman, Pantheon Books, ISBN 0-679-73233-0
- 1959 – Beat Zen, Square Zen and Zen, City Lights Books, ASIN B000F2RQL4
- 1960 – This Is It and Other Essays on Zen and Spiritual Experience, Pantheon Books, ISBN 0-394-71904-2
- 1961 – Psychotherapy East and West, Pantheon Books, ISBN 0-394-71609-4
- 1962 – The Joyous Cosmology: Adventures in the Chemistry of Consciousness, Pantheon Books
- 1963 – The Two Hands of God: The Myths of Polarity, George Braziller
- 1964 – Beyond Theology: The Art of Godmanship, Pantheon Books, ISBN 0-394-71923-9
- 1966 – The Book: On the Taboo Against Knowing Who You Are, Pantheon Books, ISBN 0-679-72300-5
- 1967 – Nonsense, illustrated by Greg Irons, Stolen Paper Editions[15]
- 1970 – Does It Matter?: Essays on Man's Relation to Materiality, Pantheon Books, ISBN 0-394-71665-5
- 1971 – The Temple of Konarak: Erotic Spirituality, with photos by Eliot Elisofon, Thames and Hudson / also as Erotic Spirituality, Macmillan
- 1972 – The Art of Contemplation: A Facsimile Manuscript with Doodles, Pantheon Books
- 1972 – In My Own Way: An Autobiography 1915–1965, Pantheon Books, ISBN 9781577315841; ed. de bolso: Vintage Books (1973), ISBN 0-394-71951-4; New World Library (2007), ISBN 1-57731-584-7
- 1973 – Cloud-hidden, Whereabouts Unknown: A Mountain Journal, Pantheon Books / Jonathan Cape (1974), ISBN 0-394-71999-9 / ISBN 0224009729

### Em Português
- Tao: O Curso do Rio (original: "Tao: The Watercourse Way")
- O Espírito do Zen (original: "The Spirit of Zen")
- O que é Zen? (original: "What is Zen?")
- A Vida Contemplativa (original: "The Way of Liberation")
- Em Meu Próprio Caminho (original: "In My Own Way")
- Zen: Uma breve introdução (original: "An Outline of Zen Buddhism")
- A Sabedoria da Insegurança – Como Sobreviver na Era da Ansiedade (original: "The Wisdom of Insecurity: A Message for an Age of Anxiety")
- Om – Meditações Criativas (original: "Om: Creative Meditations")
- Taoísmo Muito Além da Busca (original: "The Way of Tao: The Classic Teachings of the Taoist Masters")
- O que é Tao? (original: "What is Tao?")
- Psicoterapia Oriental e Ocidental (original: "Psychotherapy East and West")
- Cultura da Contracultura – Transcritos Editados (original: "The Culture of Counterculture")
- Mito e Religião – Transcritos Editados (original: "Myths and Religion")
- Filosofia da Ásia – Transcritos Editados (original: "Philosophy of Asia")